# Lilliebjelke
Lilliebjelke är en svensk uradlig adelsätt som enligt traditionen härstammar från adliga ätten Svenske nummer 258, vars äldste kände medlem Hindrich Nilsson Svenske till Lundby nämns 534 och 1535 i en västgötsk rusttjänstlängd. 

Vid riksdagen 1634 uppträdde hans sonson Hindrich Jönsson (1577–1652)  och begärde att bli introducerad som ättling till ätten Svenske nr 258, varvid han ombeddes att till nästa möte presentera bevis, vilket skedde på nästa riksdag 1642, när närvarande västgötska adelsmän stödde hans begäran med vitsord, varefter han introducerades med namnet Lilliebielke  på nummer 273. 
Henrik Jönsson Lilliebielke blev med sitt nya namn stamfader för ätten Lilliebjelke, och från honom och hans hustru Ingeborg Eriksdotter Lilliehöök af Gälared och Kolbäck härstammar alla medlemmar av ätten.
Den sista manlige medlemmen i Sverige avled 2002 men i Kanada lever huvudlinjen av ätten under namnet Gustavson, och andra grenar bor i USA där de kallar sig Bjelke.